# Medb
Medb („Ta, która uderza do głowy”) – legendarna królowa Connachtu, postać występująca w cyklu ulsterskim, trzykrotnie zamężna: z królem Connachtu Tinnem mac Conrach, królem Ulsteru Conchobarem III mac Nessa oraz z kolejnym królem Connachtu Oiliollem (Ailillem) I Morem. Znana z irlandzkiej epopei Tain Bo Cúailnge („Uprowadzenie byków z Cooley”).

## Życie

### W Ulsterze
Ojciec Eochaid IX Feidlech, arcykról Irlandii, wydał ją za mąż wraz z trzema siostrami, za Conchobara mac Nessa z Ulsteru. Ten poślubił ją po zabiciu jej pierwszego męża, Tinne’a mac Conrach, króla Connachtu. Medb, będąc zazdrosna o miłostki męża, zabiła swą siostrę Clothrę, która była w ciąży. Ta urodziła pośmiertnie syna Furbaide’a Ferbenda. Medb pozostawiła męża i wyruszyła do Connachtu, będąc zawziętym jej wrogiem. Medb podała trzy kryteria, które musiał spełniać przyszły mąż: będzie bez lęku, podłości czy zazdrości. Wybór padł na Oiliolla (Aililla) mac Mata. Po ślubie wspólnie rządzili krajem.

### Najazd bydła
Medb była jedną z głównych postaci epopei Táin Bó Cúailnge („Uprowadzenie byków z Cooley”). Jej mąż Oilioll I Mor zorganizował wyprawę na Ulaid, celem kradzieży nagrodzonego byka Donna Cúailnge′a. Prolog do późniejszej wersji sagi opowiada, że to był wynik sporu między nimi, który z nich był bogatszy. Ich bogactwo było równe, poza jednym: bykiem Finnbennachem, który urodził się w stadzie Medb. Oilioll pomyślał, że byłoby to poniżej jego godności, gdyby ten byk należał do kobiety. Po czym przeniósł go do swego stada. Jedynym bykiem w Irlandii, równym co do znaczenia, był Donn Cúailnge. Więc postanowił go nabyć dla Medb, celem przywrócenia równości stanu posiadania. Fergus mac Roich, były król Ulaidu, został wybrany, by poprowadził armię na swój dawny kraj. Po drodze doszło do podziału armii na dwie części. Medb i Fergus kierowali jedną częścią, a Oilioll drugą. Medb skorzystała z okazji by sypiać z Fergusem. Jednak Oilioll wysłał swego woźnicę, Cuilliusa, by szpiegował ich. Ten korzystając z okazji, ukradł miecz Fergusa. Ailill zdecydował się wybaczyć Medb z powodu tego, że ona prawdopodobnie próbowała zapewnić lojalność Fergusa i trzymała jego miecz w bezpiecznym miejscu.
Z powodu boskiego przekleństwa na Ulaid, najazd został powstrzymany przez legendarnego herosa Cúchulainna. Medb i Ailill zaoferowali mu swą córkę Finnabair za żonę, ale bez skutku. Niemniej jednak, oni zabezpieczyli byka. Po tym, jak Conchobar III mac Nessa w końcu zebrał armię Ulaidu, Oilioll oddał Fergusowi jego miecz i ostatecznie doszło do bitwy. Wojownicy Connachtu byli zmuszeni wycofać się. Zabrali ze sobą byka Donna Cúailnge'a do Cruachain, centrum Connachtu. Tam byk walczył z Finnbennachem, którego zabił, po czym sam zdechł w wyniku odniesionych ran. 

### Ostatnie lata
Oilioll, gdy dowiedział się o trwającym nadal romansie Medb, kazał zabić jej kochanka i byłego króla Ulsteru, Fergusa. W podeszłym wieku, po śmierci króla Conchobara, bohater ulsterski Conall Cernach przybył do Oiliolla i Medb, gdyż tylko oni byli w stanie zadowolić jego ogromny apetyt. Medb kazała mężowi go pilnować. Ten, widząc wiele kobiet, zaczął romansować. Jednak Medb złapała męża na gorącym uczynku. Następnie kazała Conallowi go zabić, który był z otrzymanego zadania szczęśliwy. Bowiem chciał zemścić się za śmierć Fergusa. Jednak umierający Oilioll I Mor wysłał swych ludzi za nim, którzy dopadli i zabili Conalla podczas próby ucieczki.

### Śmierć

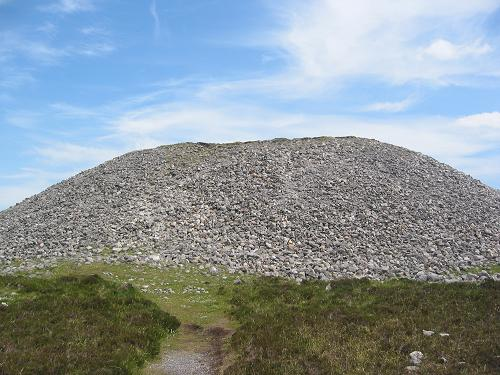
Kopiec Medb w Knocknarea

W późniejszych latach często Medb chodziła się kąpać w sadzawce na Inchcleraun (Inis Cloithrenn), na wyspie Lough Ree. Furbaide, szukając zemsty za śmierć swej matki Clothry, wziął sznur i zmierzył odległość między sadzawką a lądem. Następnym razem widząc kąpiącą się Medb, zabił ją kawałkiem sera za pomocą procy. Po jej śmierci na tron Connachtu wstąpił syn Maine Athramail („Podobny do Matki”). Według legendy została pochowana w wysokim na dwanaście metrów kamiennym kopcu na szczycie Knocknarea (irl. Cnoc na Ré) w hrabstwie Sligo. Podobno pochowano ją w pozycji pionowej twarzą na wrogów w Ulsterze. Jej dom w Rathcroghan (hrabstwo Roscommon) jest również potencjalnym miejscem pochówku. Utożsamiano ją z boginią wojny Medb. Tam, gdzie bogini Morrigan miała używać magii w bitwie, Medb sama władała bronią. Widok Medb miał oślepiać wrogów. Podobno miała biegać szybciej niż najszybszy koń. Była także ucieleśnieniem władzy związanej z nadprzyrodzonym pierwiastkiem kobiecym.

### Potomstwo
Medb z drugim mężem Conchobarem miała syna:
- Amalgad

Trzeciemu mężowi Oiliollowi urodziła siedmiu synów i cztery córki:
- Fedlimid, znany także jako Maine Athramail („Podobny do Matki”), przyszły król Connachtu; miał dwóch synów:
  - Cairbre, przyszły król Connachtu; miał syna:
    - Eochaid III, przyszły król Connachtu

  - Noithe, miał syna:
    - Oilioll Erann, przodek ludu Érainn z Dún Cermna
- Maine Mathramail („Podobny do Matki”)
- Maine Andoe („Bystry”)
- Maine Morgor („Wielce Sumienny”)
- Maine Mingor („Słodko Sumienny”)
- Maine Moepirt („Nie do Opisania”) lub Milscothach („Miodny Język”)
- Maine Cotagaib Uli lub Gaib Uile („Mający Wszystkie Zalety”)
- Finnabair (Findabair), przyszła kochanka herosa Fraecha
- Cainder, córka
- Faife, córka
- Sadb Sulbair, córka

Medb miała także trzech synów z kochankiem i byłym królem Ulsteru, Fergusem mac Roich:
- Cormac, przodek Conmaicne Mara (obecnie Connemara), Conmaicne Cuile Tolaigh (hrabstwo Mayo), Conmaicne Magh Rein (obecnie hrabstwo Longford i połowa południowego hrabstwa Leitrim), Conmaicne Cinel Dubhain (obecnie hrabstwo Galway)
- Ciar, przodek Ciarruighe Luachra, Ciarruighe Chuirc, Ciarruighe Aoi i Ciarruighe Coinmean
- Corc, przodek Dál Meidhe (plemię Meath); przodek O’Connorów z Corcamruadh w hrabstwie Clare